# Sala terrena

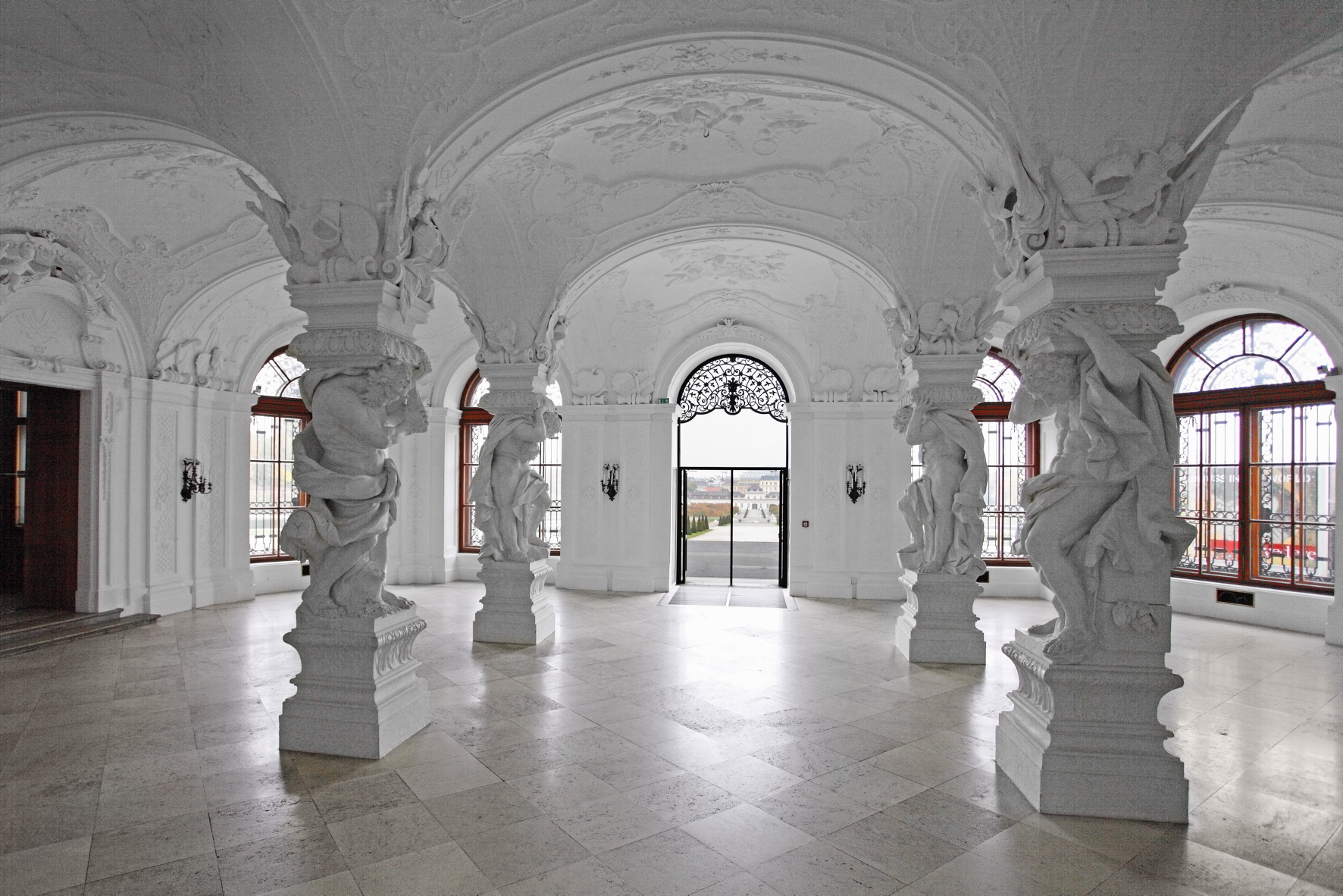
Sala terrena nel castello del Belvedere a Vienna

La sala terrena, anche nota come sala terrana, in architettura definisce una sala o un ambiente di un edificio importante, solitamente un grande palazzo nobiliare o un castello.

## Storia

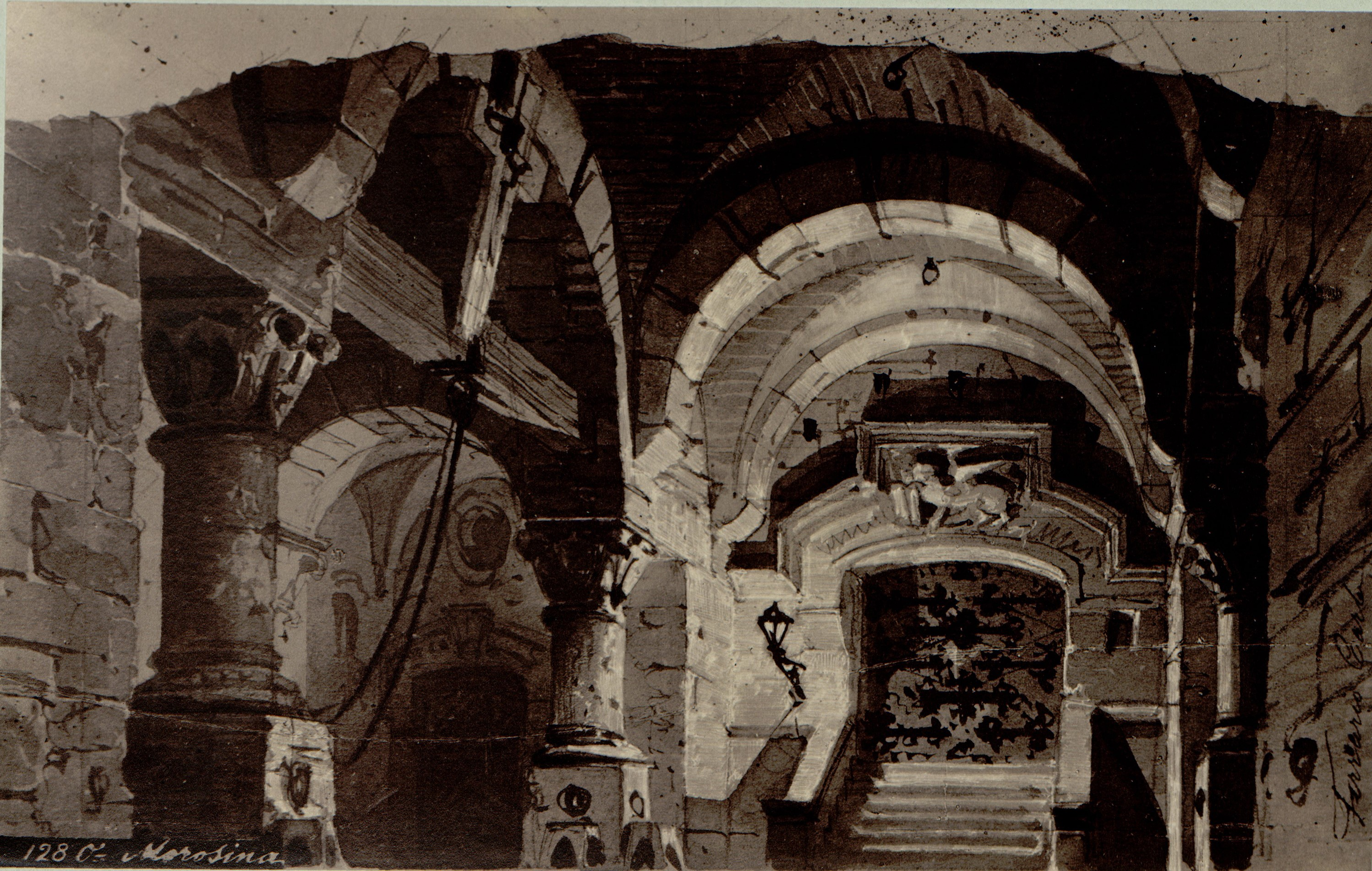
Bozzetto per la sala terrena a volta nelle prigioni di stato per l'opera teatrale Morosina di Errico Petrella atto 3 scena 5 (1862)

In architettura la sala terrena (o sala al piano terra in italiano) è un ambiente solitamente ampio che ha cominciato ad essere introdotto e usato con varie funzioni nei grandi palazzi signorili a partire dal periodo rinascimentale in diversi paesi europei, come ad esempio nel castello della nobile famiglia Batthyány a Körmend edificato nel XVII secolo.

## Descrizione
La sala terrena è un ampio ambiente solitamente con funzione di ingresso al quale si accede dalla facciata principale, ma può anche essere un edificio indipendente. Nell'architettura barocca la sala terrena è l'ambiente posto al piano terra che svolge la funzione di creare un collegamento tra il giardino e l'interno dell'edificio.

## Galleria d'immagini

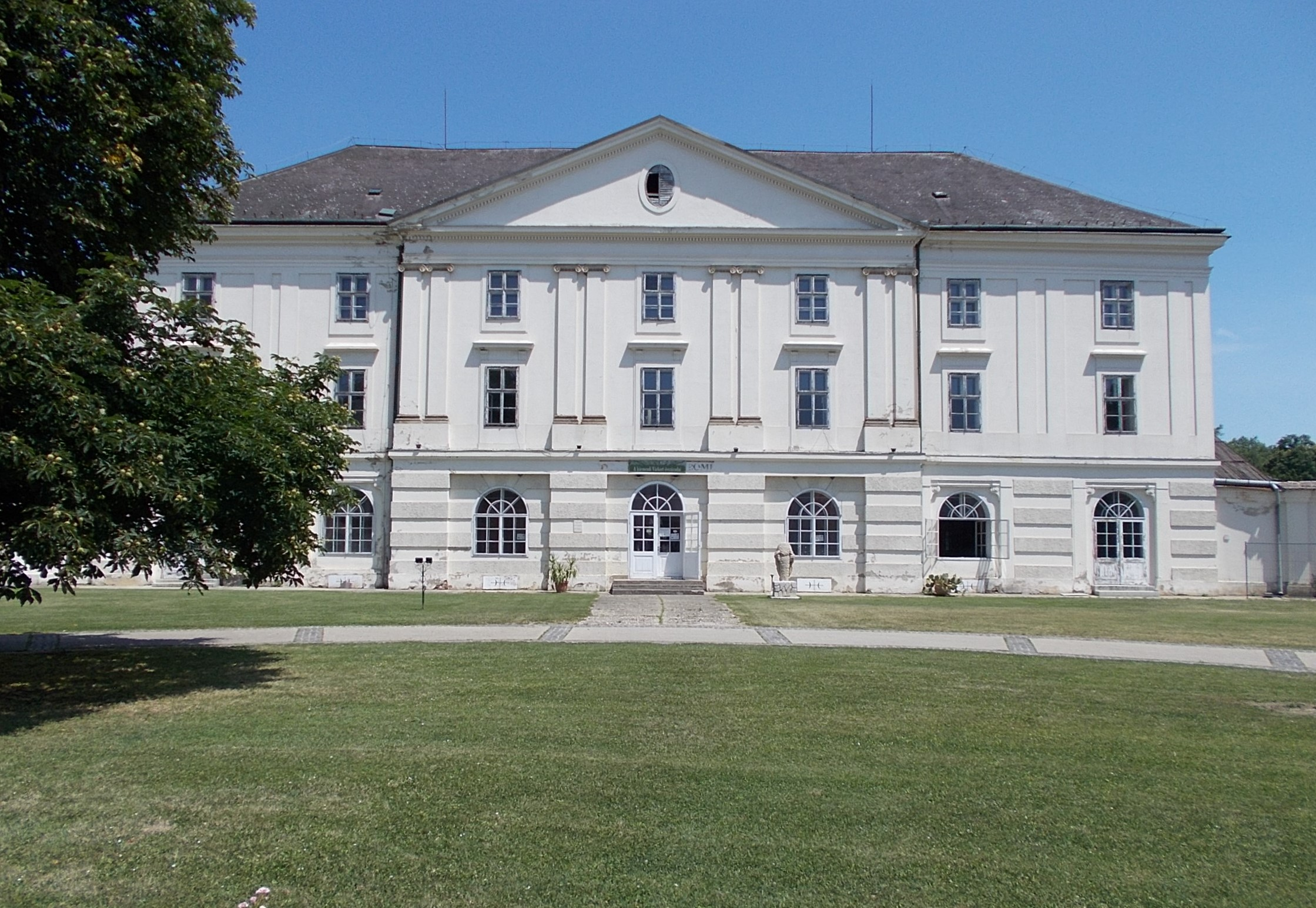
Sala terrena nel complesso del castello Batthyány a Körmend in Ungheria
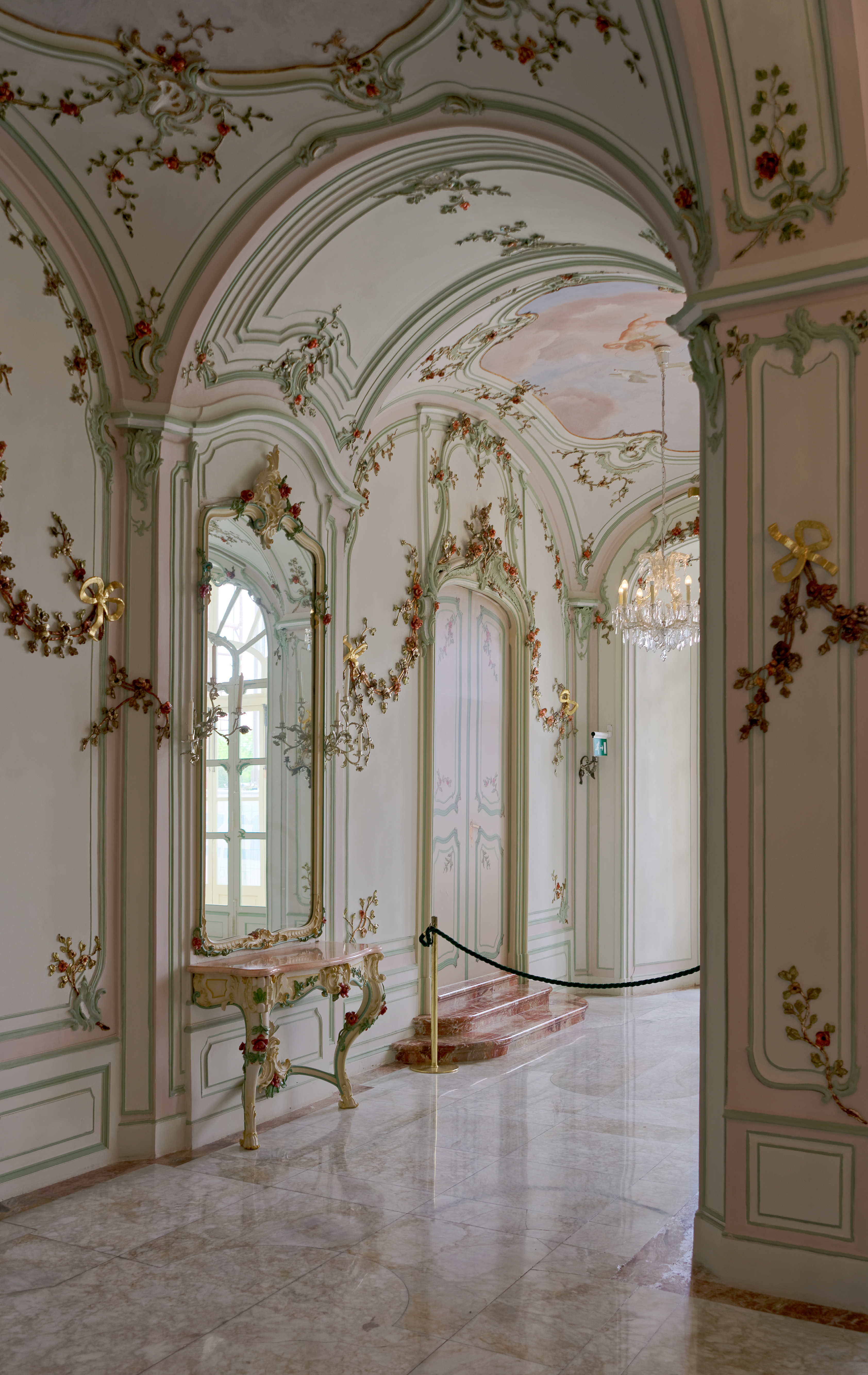
Sala terrena nel palazzo Eszterházy a Fertőd in Ungheria
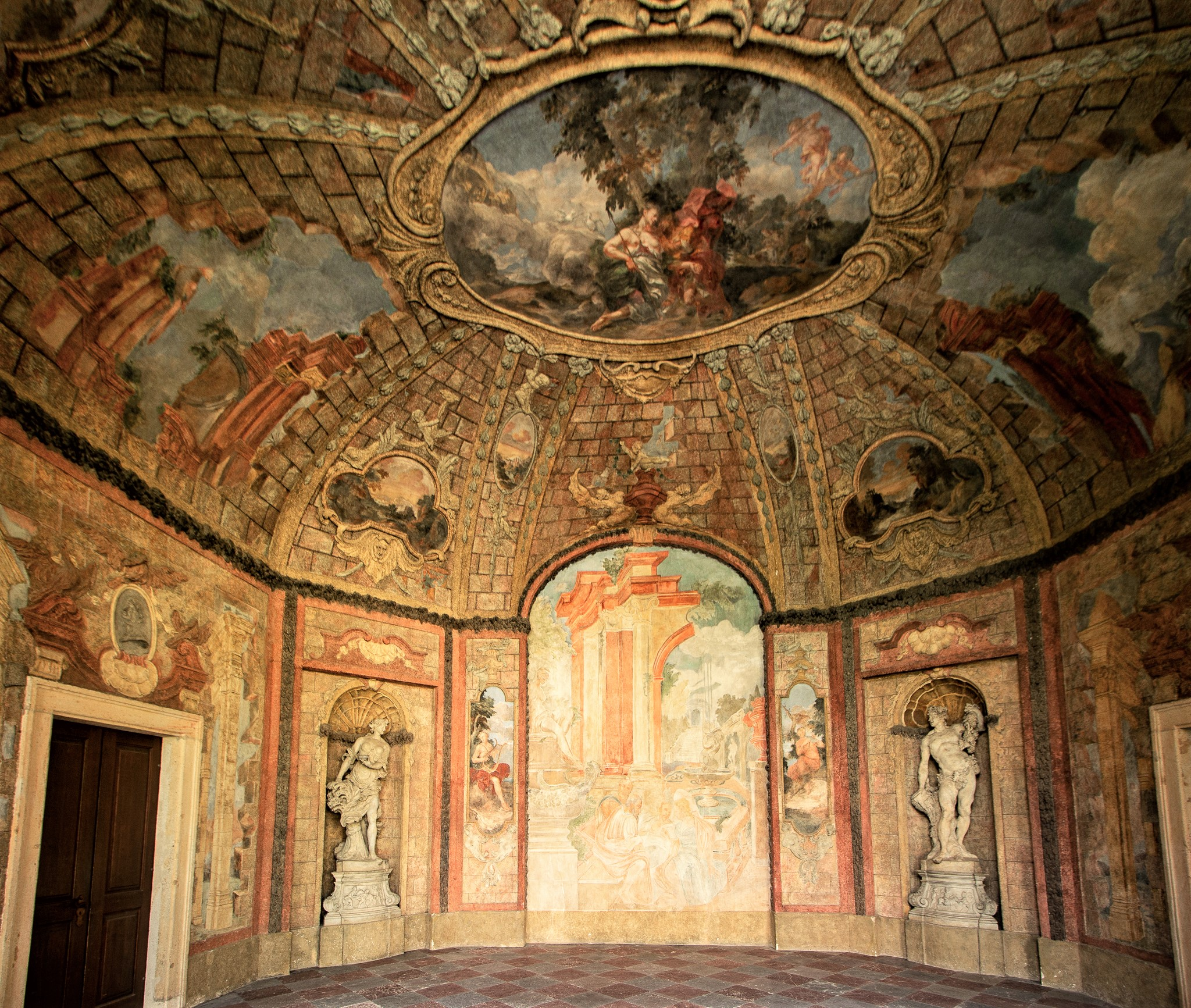
Sala terrena nel Vrtba Garden a Praga nella repubblica Ceca
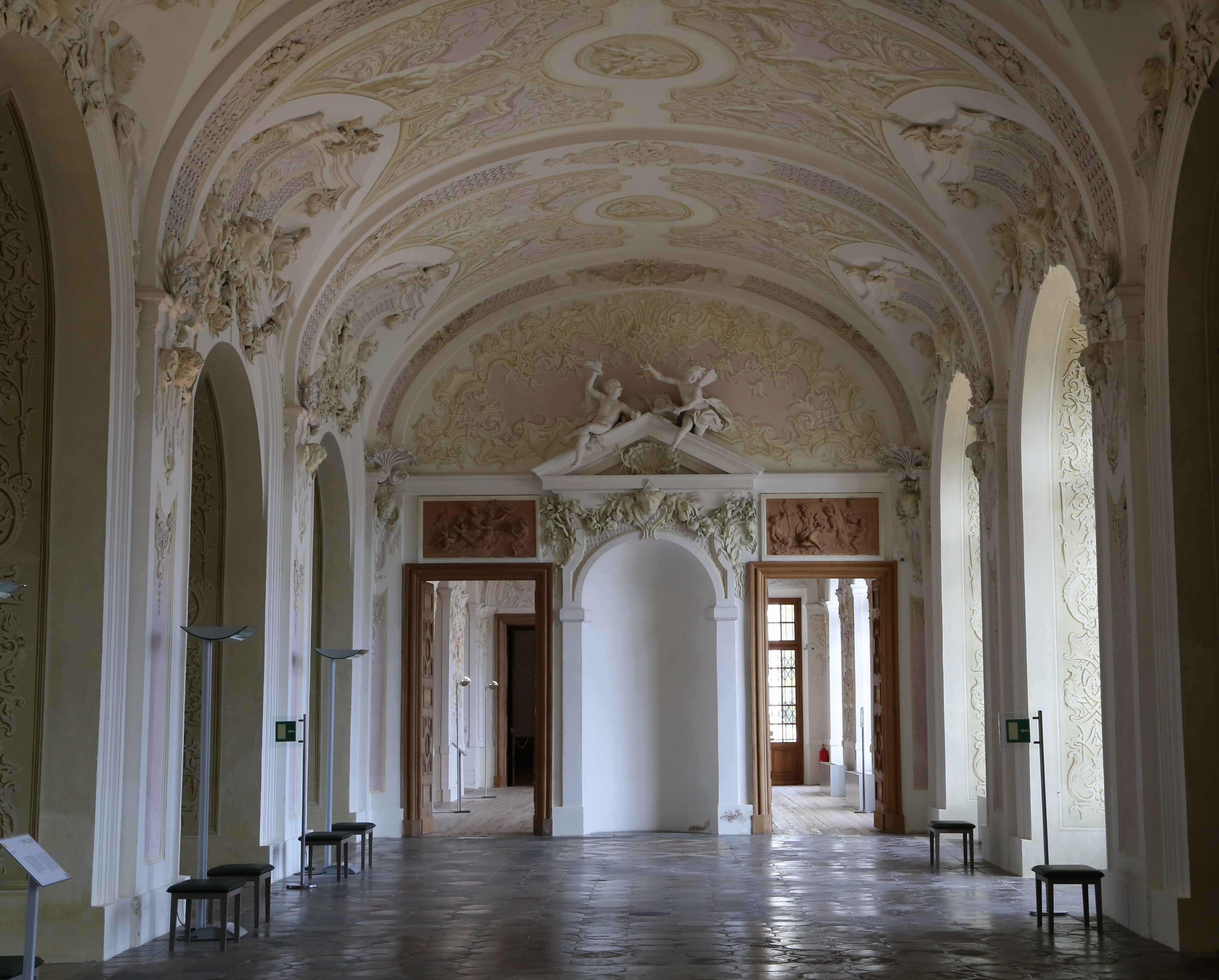
Sala terrena del castello di Schleißheim a Oberschleißheim in Baviera
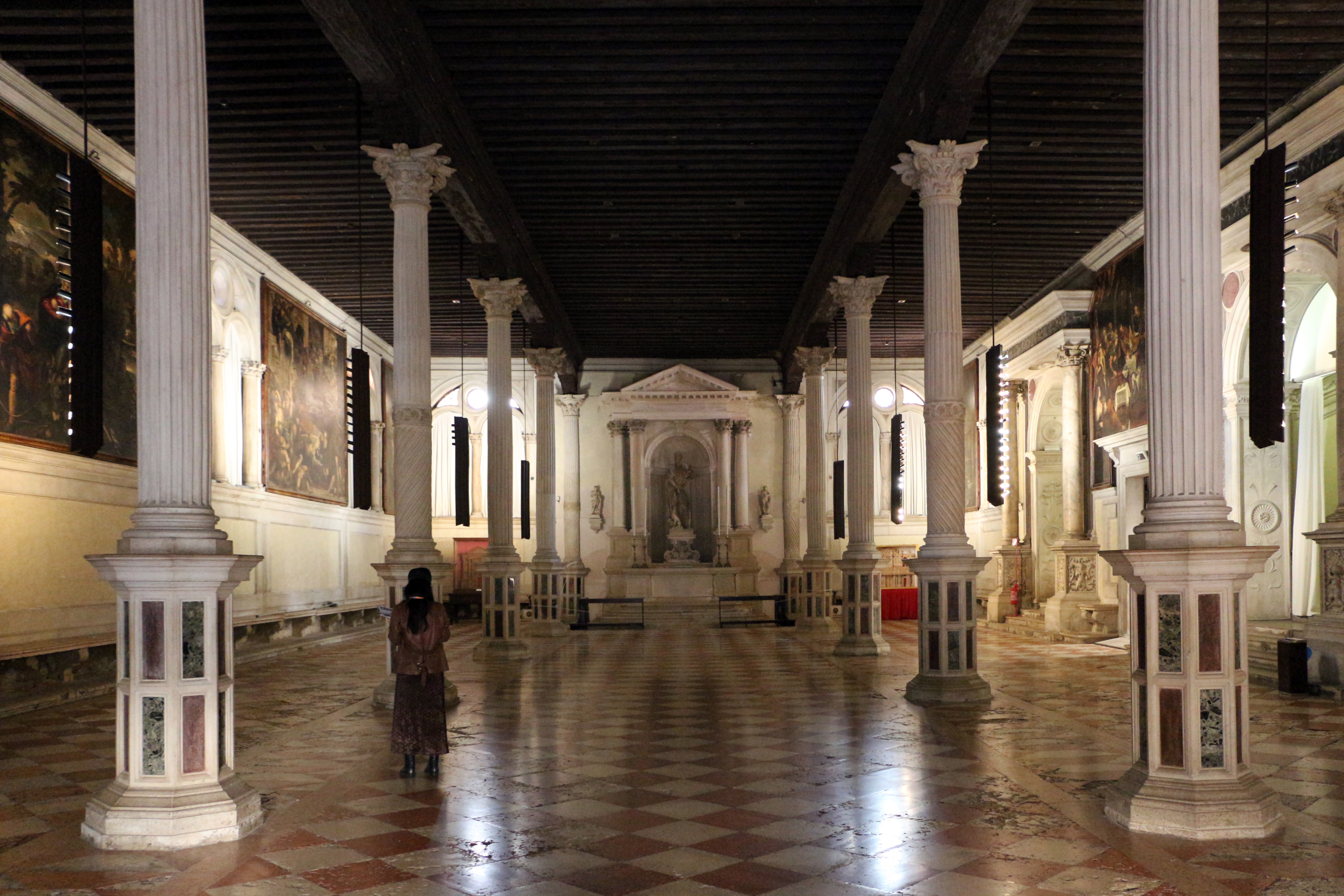
Sala terrena nella Scuola Grande di San Rocco a Venezia in Italia
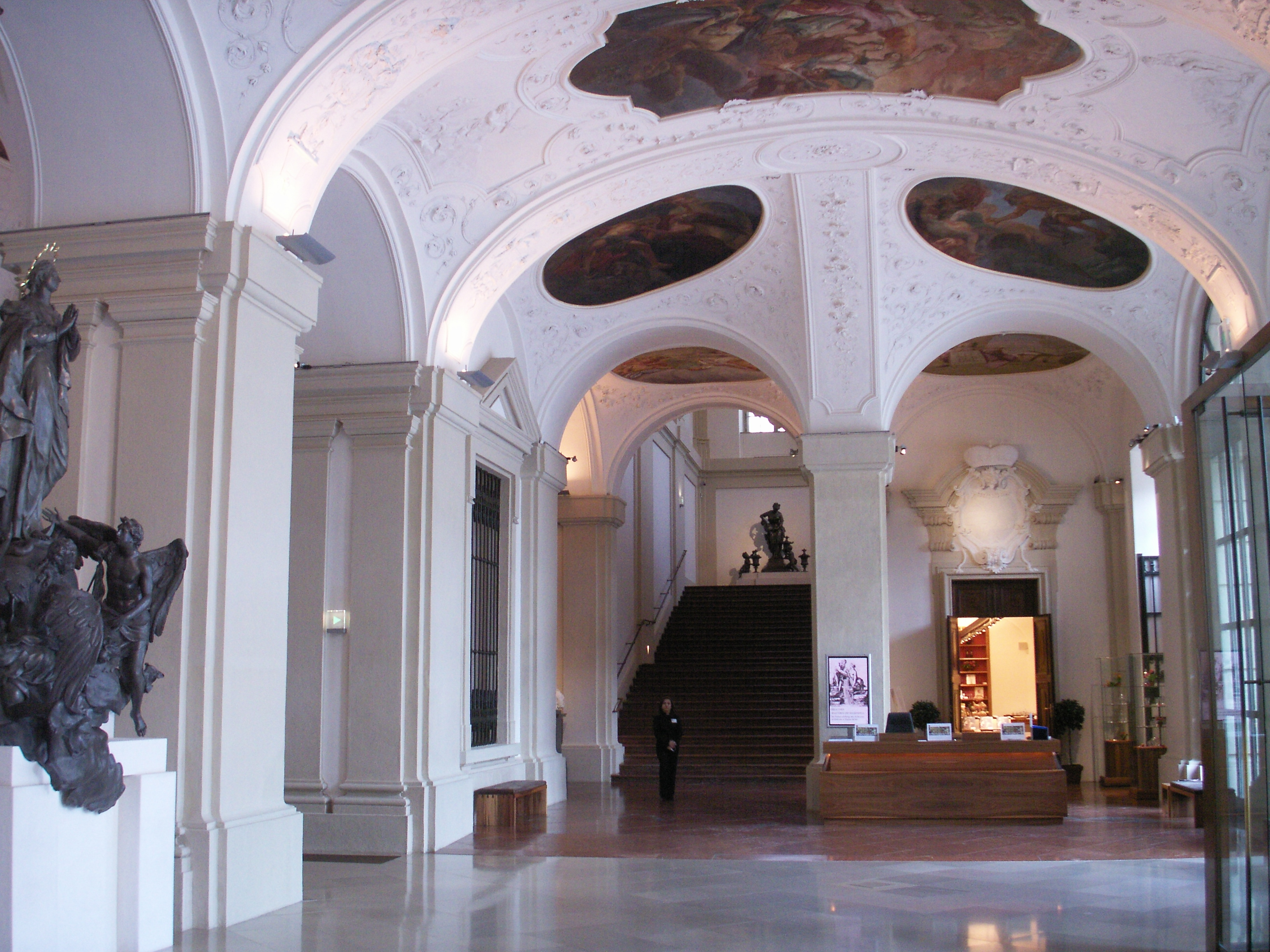
Sala terrena nel palazzo Liechtenstein a Vienna in Austria
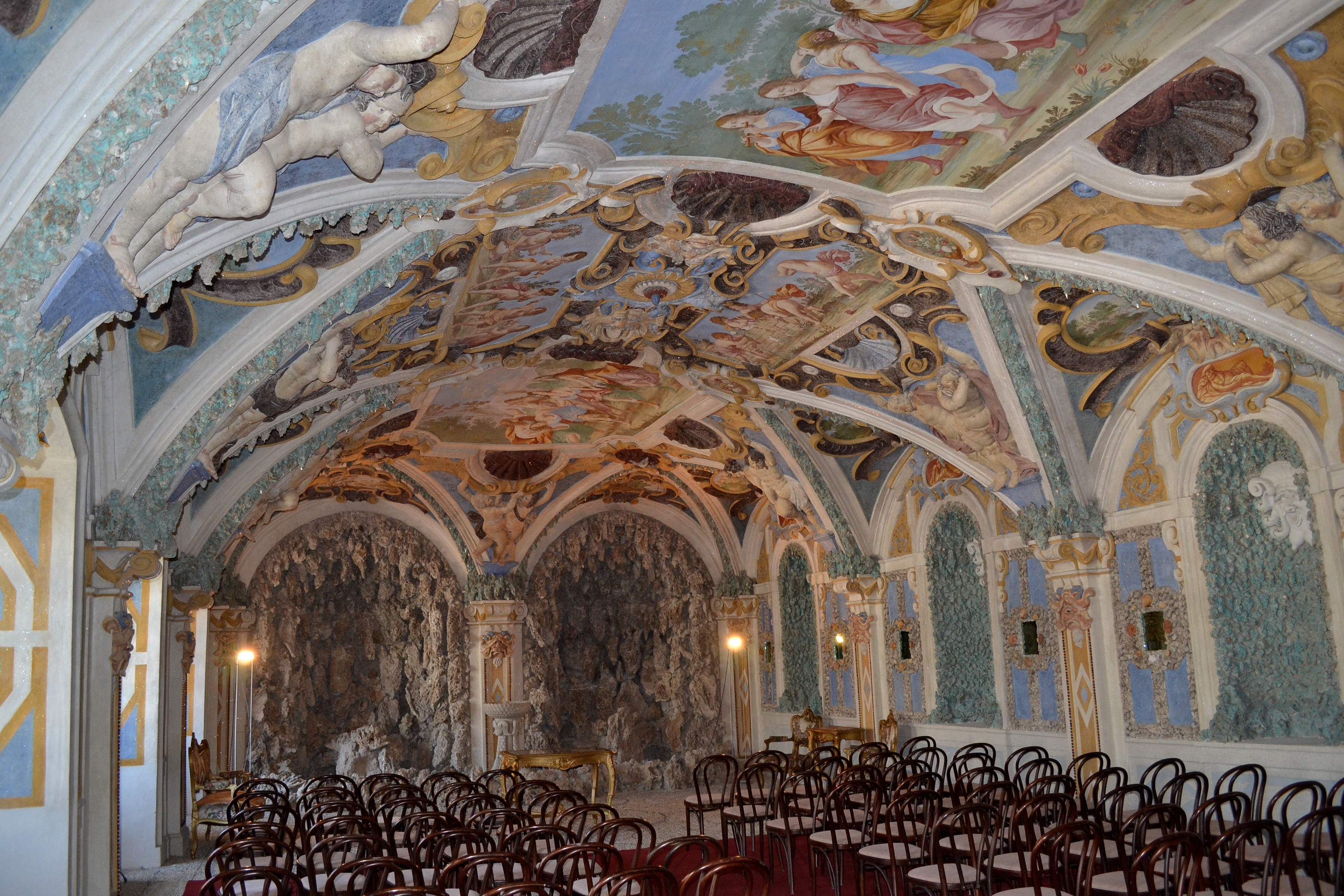
Sala terrena nel castello di Červený Kameň vicino a Bratislava in Slovacchia
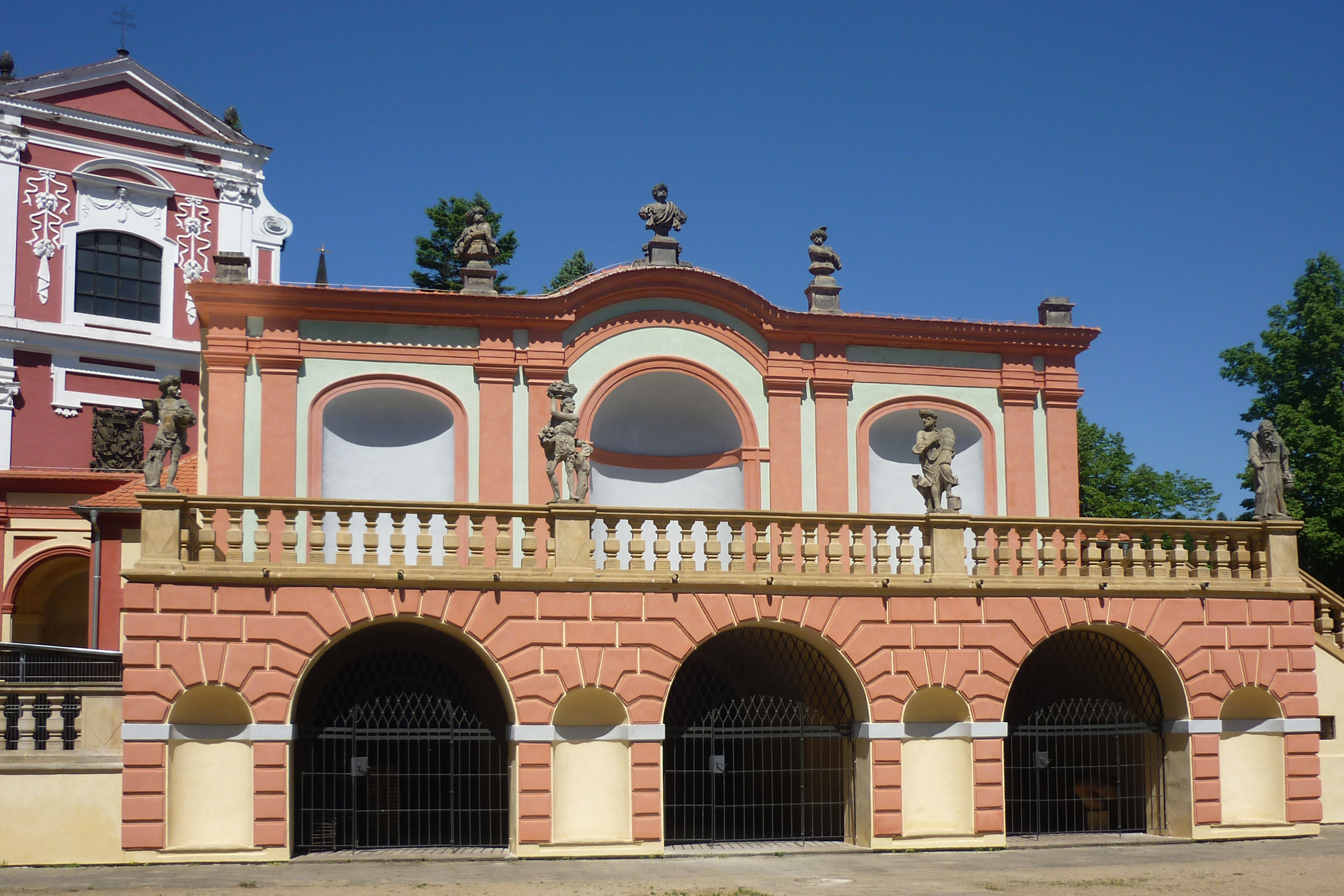
Sala terrena nella castello a Klášterec nad Ohří nella repubblica Ceca